# Pomnik Grunwaldzki w Krakowie
Pomnik Grunwaldzki – pomnik konny króla Władysława II Jagiełły w Krakowie, w Dzielnicy I Stare Miasto, na placu Jana Matejki, wzniesiony w 1910 z fundacji Ignacego Jana Paderewskiego według projektu Antoniego Wiwulskiego i Franciszka Blacka w 500. rocznicę bitwy pod Grunwaldem (1410); zburzony w 1939 przez Niemców, zrekonstruowany w 1976 według projektu Mariana Koniecznego; przed pomnikiem znajduje się Grób Nieznanego Żołnierza (1976).

## Historia

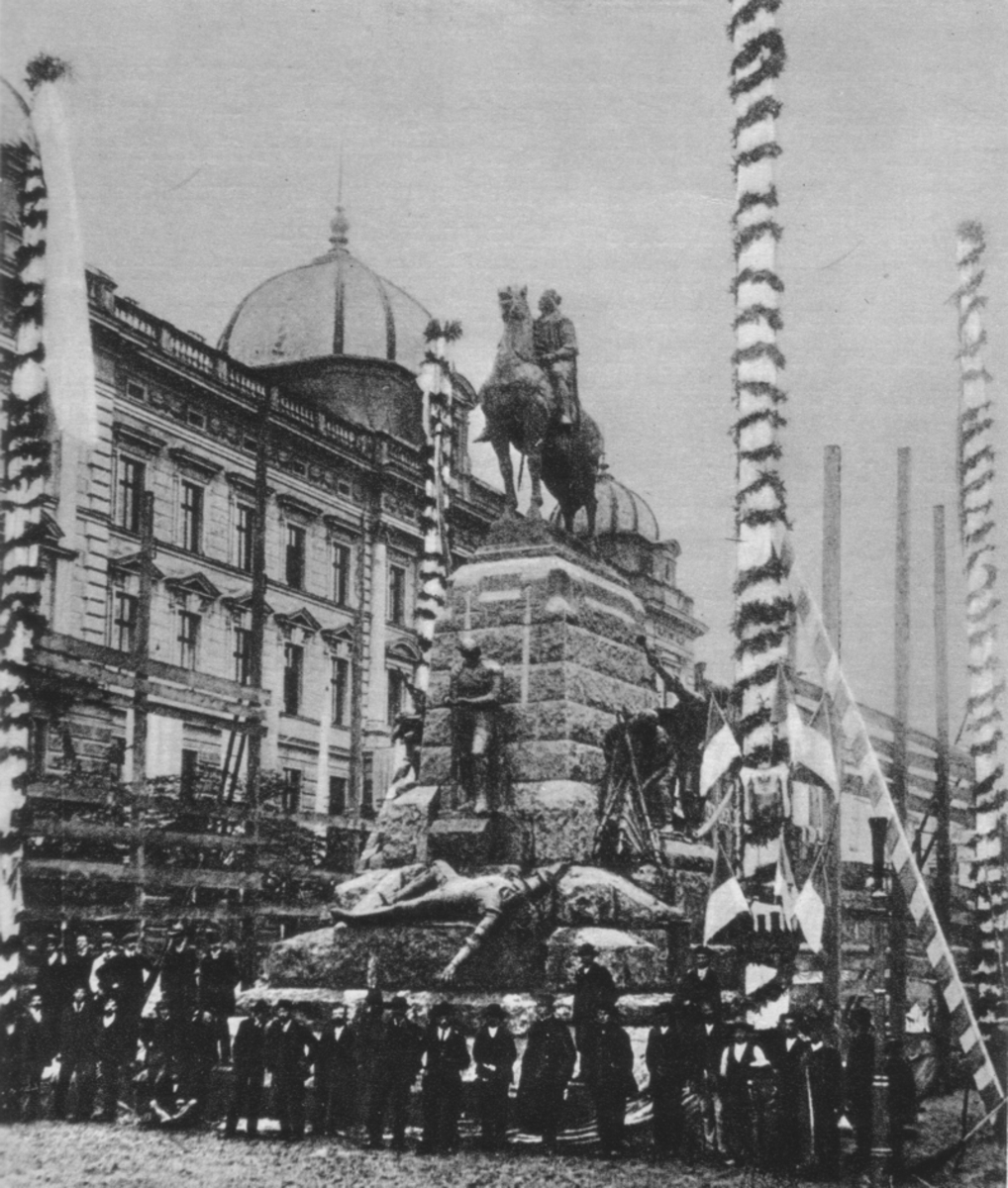
Pomnik podczas uroczystości odsłonięcia 15 lipca 1910

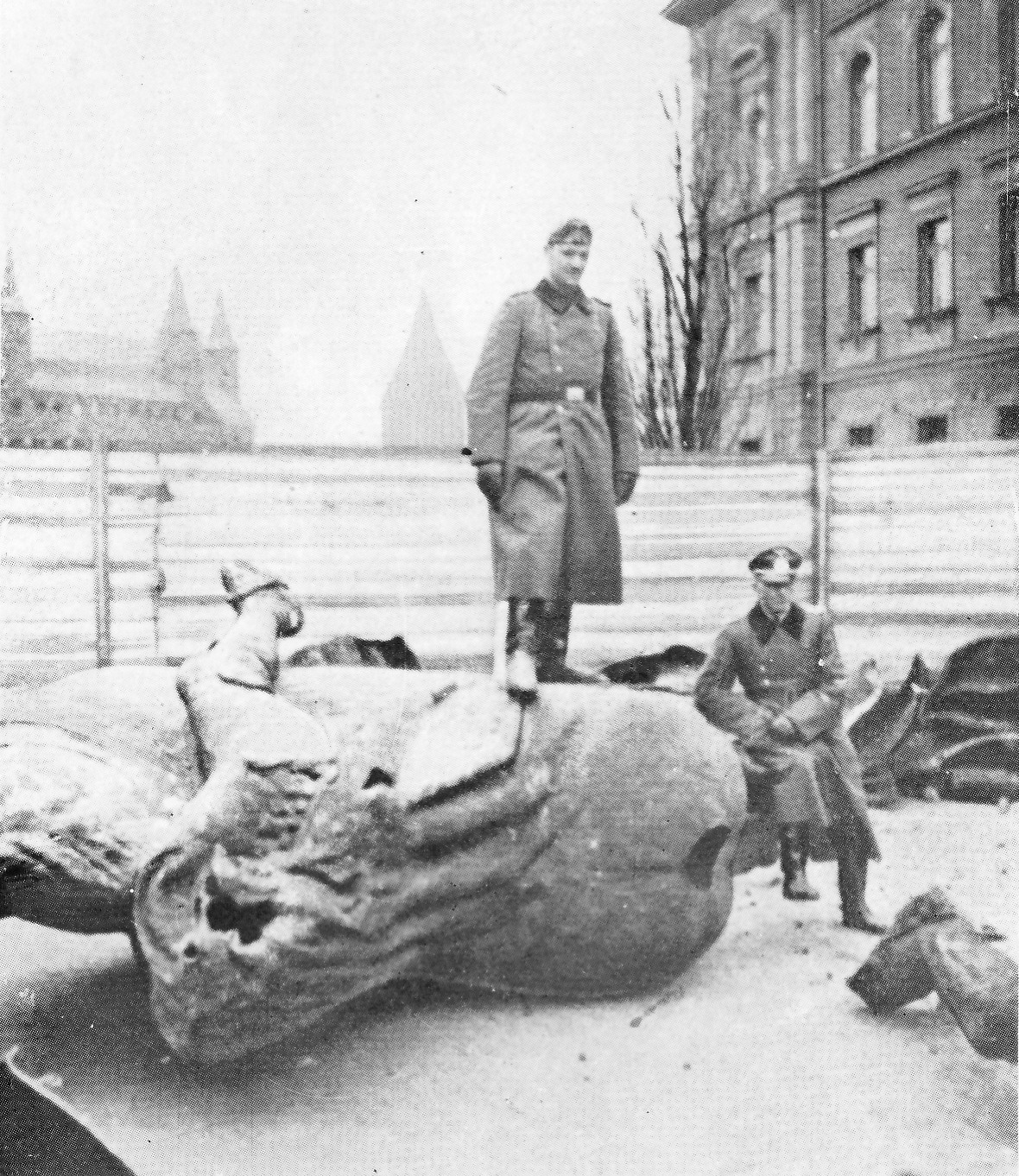
Zniszczenie przez Niemców pomnika w listopadzie 1939

Pomnik został postawiony w 1910 r. dla upamiętnienia pięćsetnej rocznicy bitwy z zakonem krzyżackim. Ufundował go wybitny kompozytor i polityk Ignacy Jan Paderewski. Uczynił to „Praojcom na chwałę – braciom na otuchę”, jak można przeczytać na cokole monumentu.
Powstaniu pomnika towarzyszył spór o miejsce jego lokalizacji. Proponowano Wawel, plac św. Ducha (zwolennikiem tej lokalizacji był Paderewski), plac przed kościołem Bernardynów i plac Matejki. Za tą ostatnią kandydaturą przemawiała bliskość murów obronnych, odpowiadających swoim charakterem stylowym epoce wczesnojagiellońskiej. Tam też pod koniec kwietnia 1910 roku położono kamień węgielny pod pomnik. Budowa monumentu odbywała się w warunkach konspiracji (zabór austriacki). Nawet Wiwulski wykonywał szczegółowe szkice detali pomnika, nie wiedząc o ich ostatecznym przeznaczeniu. Prawdę poznał na początku 1909 roku. Granit na cokół pochodził z kamieniołomów w Vanevick w Szwecji, które posiadała firma Le Granit z Abainville pod Gondrecourt we Francji. Granit ze Szwecji do Polski wieziono najpierw koleją, a następnie żaglowcem przez Bałtyk do Szczecina. Stamtąd wieziono go ponownie koleją do Krakowa. Prace nad konnym posągiem Jagiełły prowadził Wiwulski w Paryżu. Nagła choroba artysty spowodowała czasowe przerwanie tych prac. Ponieważ mijał już ostateczny termin oddania modeli gipsowych do odlania w brązie, postanowiono posłać do odlewni pozostałe figury pomnika, a posąg Jagiełły w odpowiednio spatynowanym na brąz i utwardzonym modelu gipsowym przekazać do Krakowa. Po spełnieniu roli zastępczej podczas odsłony, miał być on wymieniony na rzeźbę z brązu. Odlewy rzeźb zostały wykonane w starej i znanej francuskiej firmie Malleset. Nawet tam jeszcze ukrywano prawdziwe przeznaczenie pomnika, głosząc, że jest on przeznaczony dla jednego z miast szwajcarskich. Pod koniec czerwca 1910 roku brązowe elementy pomnika wysłano z Paryża przez Szwajcarię do Krakowa. Wieziono je w siedmiu specjalnie skonstruowanych wagonach o obniżonych dnach. Koszt całego monumentu wyniósł pół miliona koron.
Odsłonięcia pomnika dokonano 15 lipca 1910 r. o godzinie 12 w południe. W uroczystości wzięło udział 150 tysięcy mieszkańców Krakowa i liczni przyjezdni goście. Podczas odsłonięcia głos zabrali marszałek Sejmu Krajowego Stanisław Badeni, prezydent Krakowa Juliusz Leo i fundator pomnika Ignacy Jan Paderewski, który w swoim przemówieniu powiedział m.in.:

Dzieło, na które patrzymy, nie powstało z nienawiści. Zrodziła je miłość głęboka Ojczyzny, nie tylko w jej minionej wielkości i dzisiejszej niemocy, lecz i w jej jasnej, silnej przyszłości. Zrodziła je miłość i wdzięczność dla tych przodków naszych, co nie po łup, nie po zdobycz szli na pole walki, ale w obronie dobrej, słusznej sprawy zwycięskiego dobyli oręża [...] Pragniemy gorąco, by każdy Polak i Litwin każdy, z dawnych dzielnic Ojczyzny, czy zza Oceanu, spoglądali na ten pomnik jako na znak wspólnej przeszłości, świadectwo wspólnej chwały, zapowiedź lepszych czasów, jako na cząstkę własnej, wiarą silnej duszy [...] Prastarej, ukochanej stolicy naszej oddajemy to dzieło we władanie wieczyste.

Podczas odsłonięcia dwie figury były gipsowe: król Jagiełło na koniu i od ulicy Warszawskiej postać wieśniaka zrywającego pęta. Odlewy z brązu zamontowano dopiero w 1913 roku.
Podczas II wojny światowej pomnik był systematycznie burzony od listopada 1939 r. do kwietnia 1940 r. Cokół pomnika wysadzono dynamitem, zdemontowane, zniszczone figury wywieziono w głąb Niemiec. Kilka ocalonych fragmentów cokołu pomnika z 1910 r. można zobaczyć u wejścia na plac Matejki, a inne zostały w 1976 r. przetransportowane na pole bitwy grunwaldzkiej. Część z nich trafiła także na cmentarz w Grębałowie, gdzie utworzono z nich pomniczek na kwaterze ZBoWiD. Zaś z najbardziej uszkodzonych fragmentów cokołu uformowano „skalniak” przed Nowohuckim Domem Kultury na os. Zgody.
28 stycznia 1945 r. podjęto spontaniczną uchwałę o odbudowie pomnika. W miejscu, gdzie stał monument, ustawiono bloki granitowe ocalałe z oryginalnego cokołu, z płytą upamiętniającą istnienie pomnika.
W 1972 r. powołano Komitet Odbudowy Pomnika Grunwaldzkiego. W oparciu o istniejący miniaturowy model pomnika przechowywany w Muzeum Historycznym Miasta Krakowa oraz przedwojenne fotografie Marian Konieczny odtworzył pomnik. 
16 października 1976 r. ponownie znalazł się on w swoim dawnym miejscu. Tym razem cokół pomnika wykonano z granitu sprowadzonego z okolic Szklarskiej Poręby. Odlewy figur wykonano w Gliwicach. Przed pomnikiem wkomponowano też Grób Nieznanego Żołnierza, symboliczną marmurową płytę ze zniczem według projektu prof. Wiktora Zina.
Do transportu i montażu figury króla Jagiełły wykorzystano śmigłowiec Mi-6. Całą akcję montażu transmitowała telewizja.
10 września 2010 roku odbyła się uroczysta inscenizacja wydarzeń z odsłonięcia Pomnika Grunwaldzkiego w Krakowie z okazji obchodów 600-lecia bitwy pod Grunwaldem i 100-lecia odsłonięcia pomnika.
W 2016 roku przeprowadzono kompleksową renowację i oczyszczenie pomnika.

## Opis pomnika

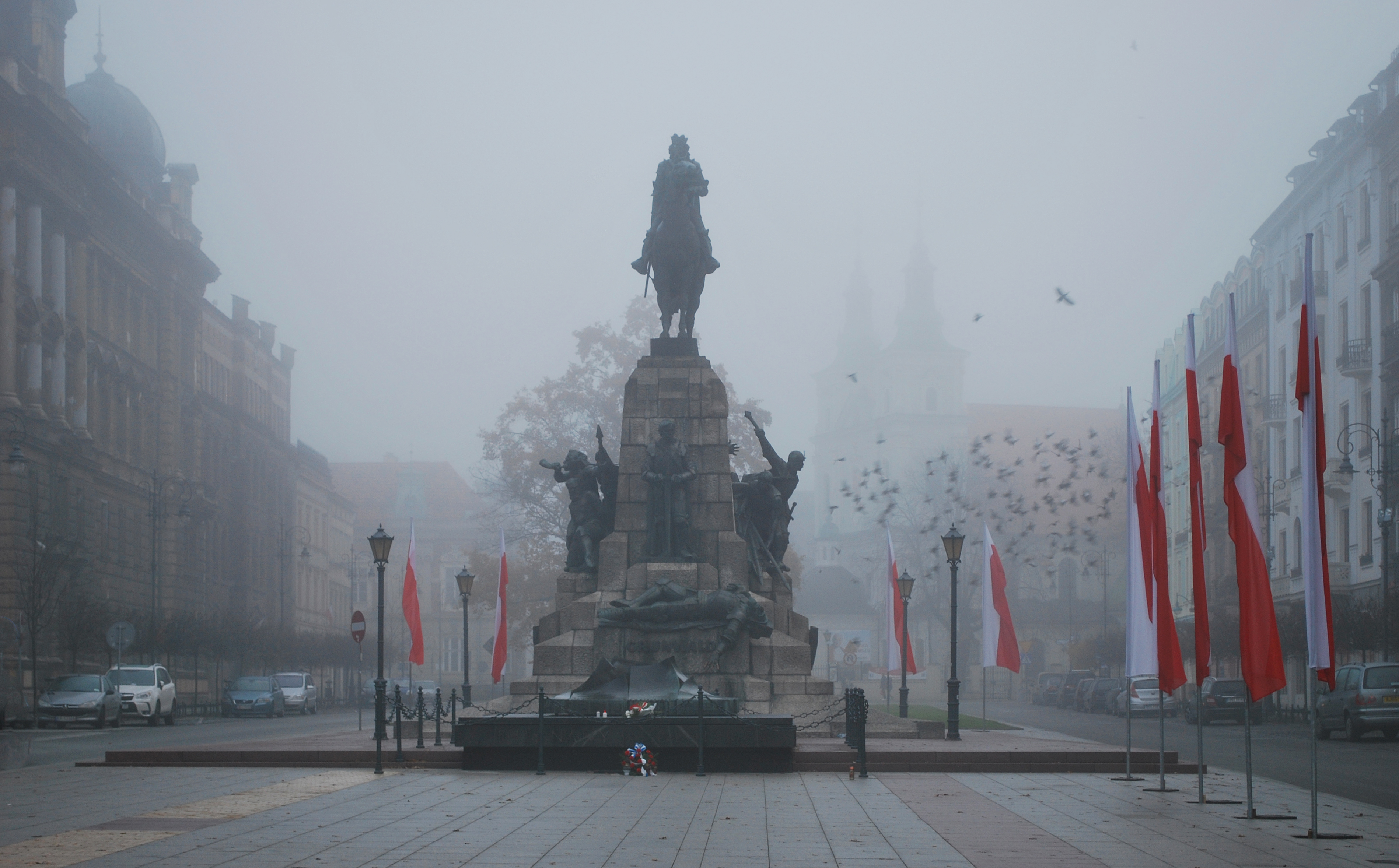
Pomnik oraz Grób Nieznanego Żołnierza w przeddzień Święta Niepodległości 2014

Pomnik ma nieco ponad 13 metrów wysokości, na szczycie cokołu umieszczono konny posąg króla Władysława Jagiełły. Lewą ręką król trzyma końską uzdę, a w prawej obnażony opuszczony w dół miecz.
W zrekonstruowanym pomniku przez prof. Mariana Koniecznego nieco inaczej postać króla Władysława Jagiełły dosiada konia. W Pomniku Grunwaldzkim Antoniego Wiwulskiego z 1910, król siedział w siodle, mając ugięte nogi w kolanach. W rekonstrukcji pomnika prof. Mariana Koniecznego – nogi wyprostowane, tak, jakby stawał w strzemionach. Zdaniem artysty – rekonstruktora pomnika, takie ujęcie postaci króla lepiej oddaje dynamikę postaci króla operującego mieczem. W schody prowadzące do pomnika wkomponowana jest marmurowa płyta Grobu Nieznanego Żołnierza.

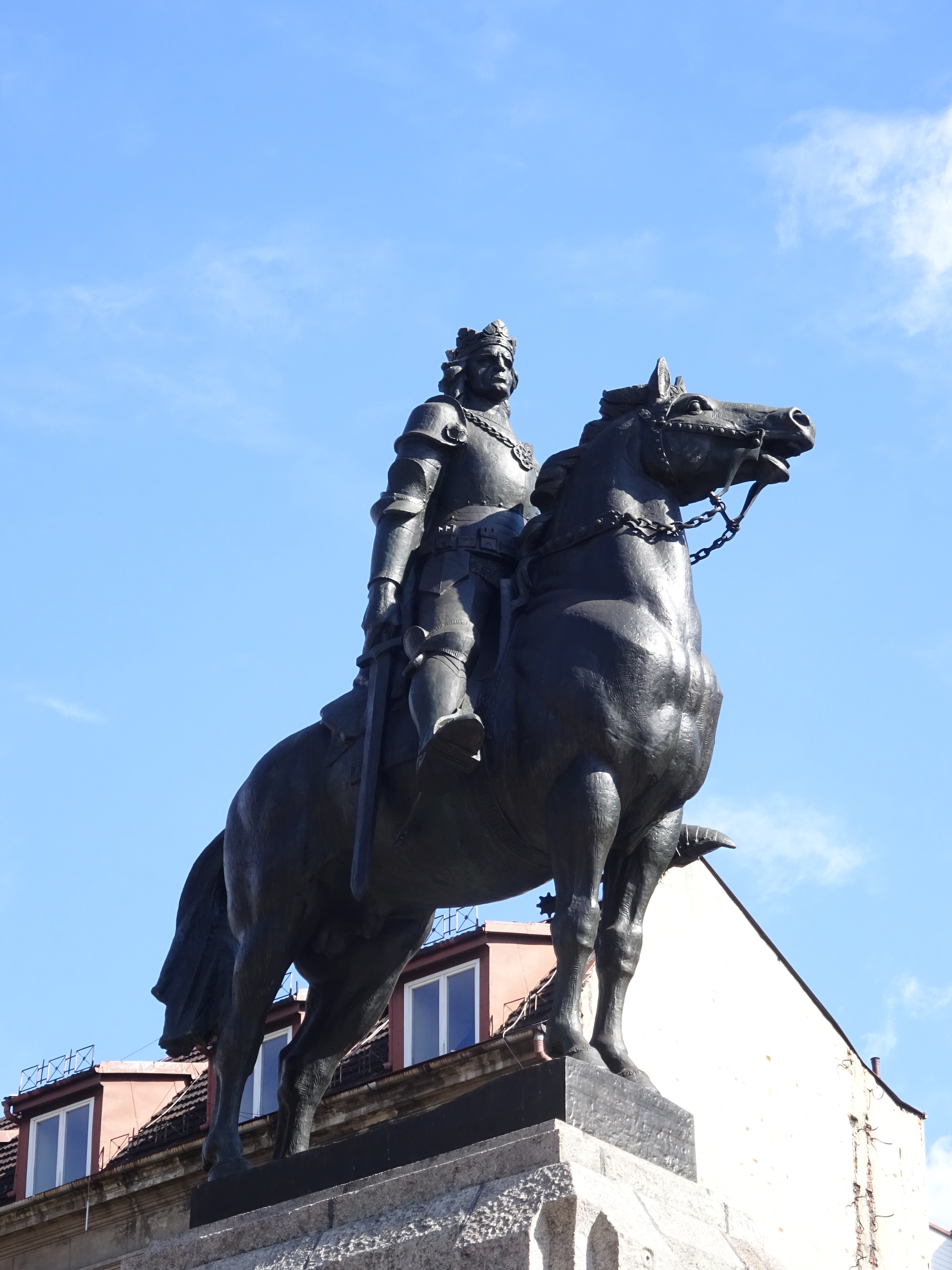
Postać króla Władysława Jagiełły na koniu wieńcząca pomnik
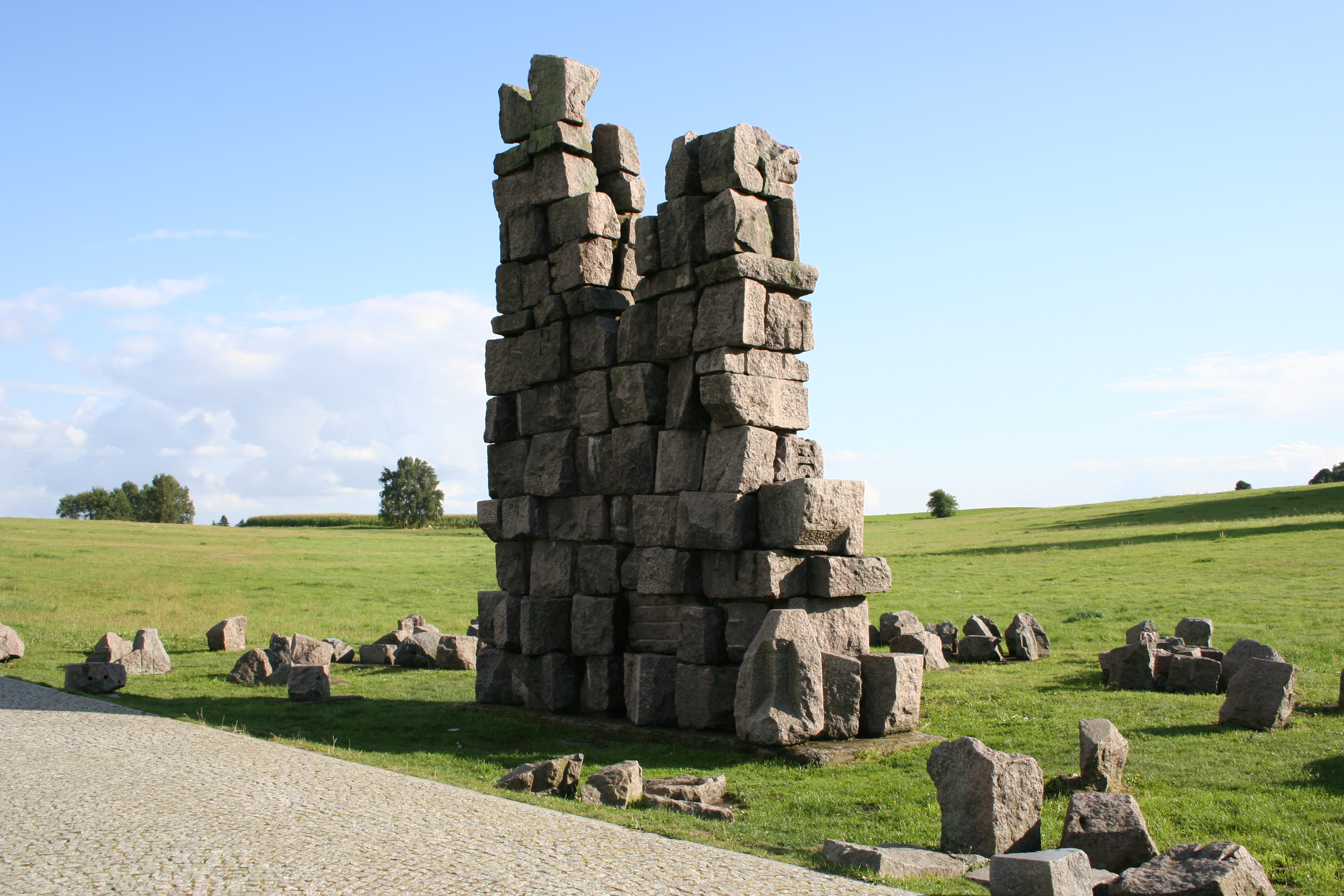
Przeniesione na pole bitwy pozostałości pierwszego pomnika
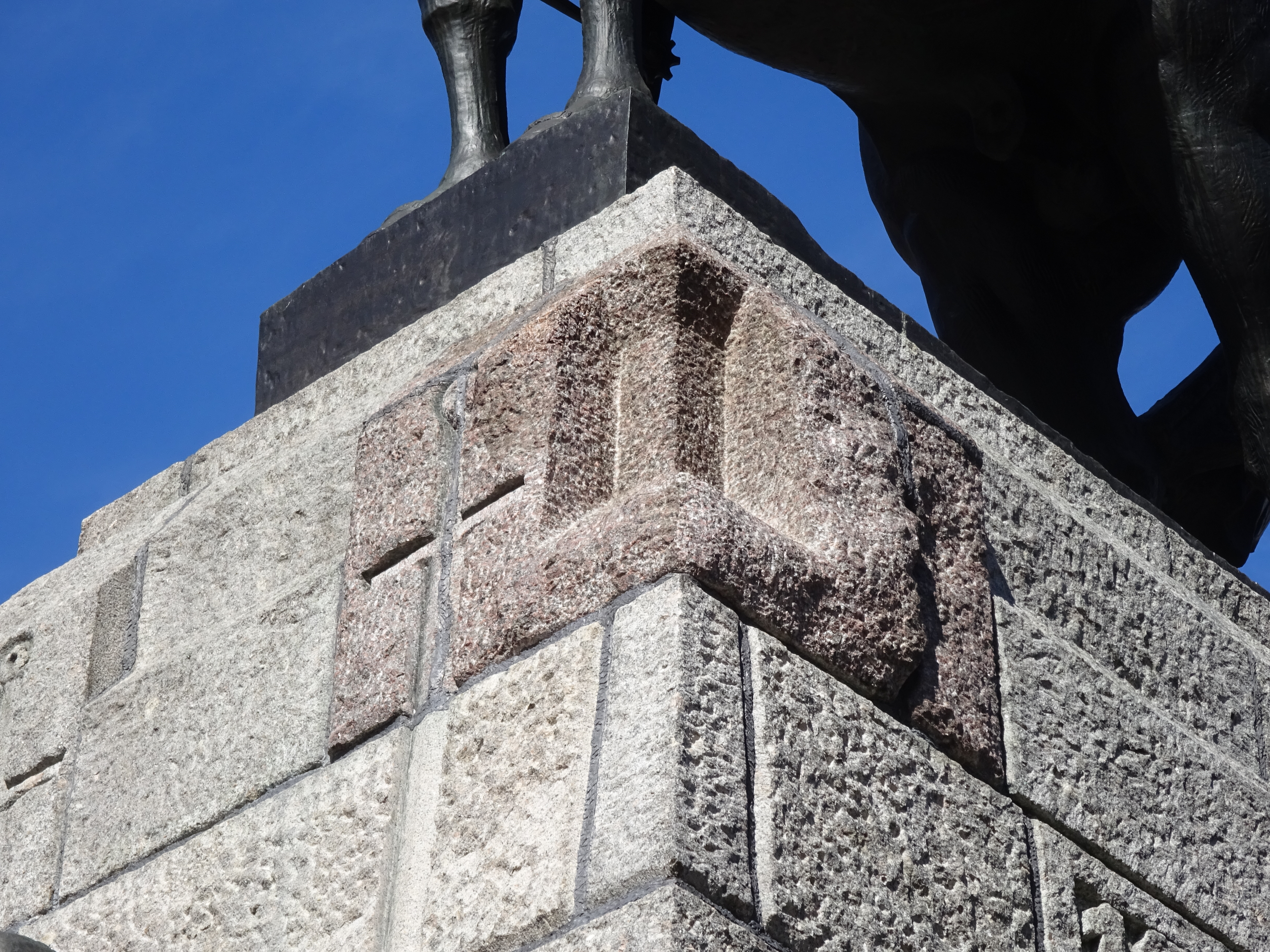
Znajdujący się na rogu południowej i wschodniej ściany pomnika w zwieńczeniu cokołu, fragmencik pierwszego Pomnika Grunwaldzkiego (sprzed zniszczenia w 1940 roku), wkomponowany w nowy, odbudowany pomnik.
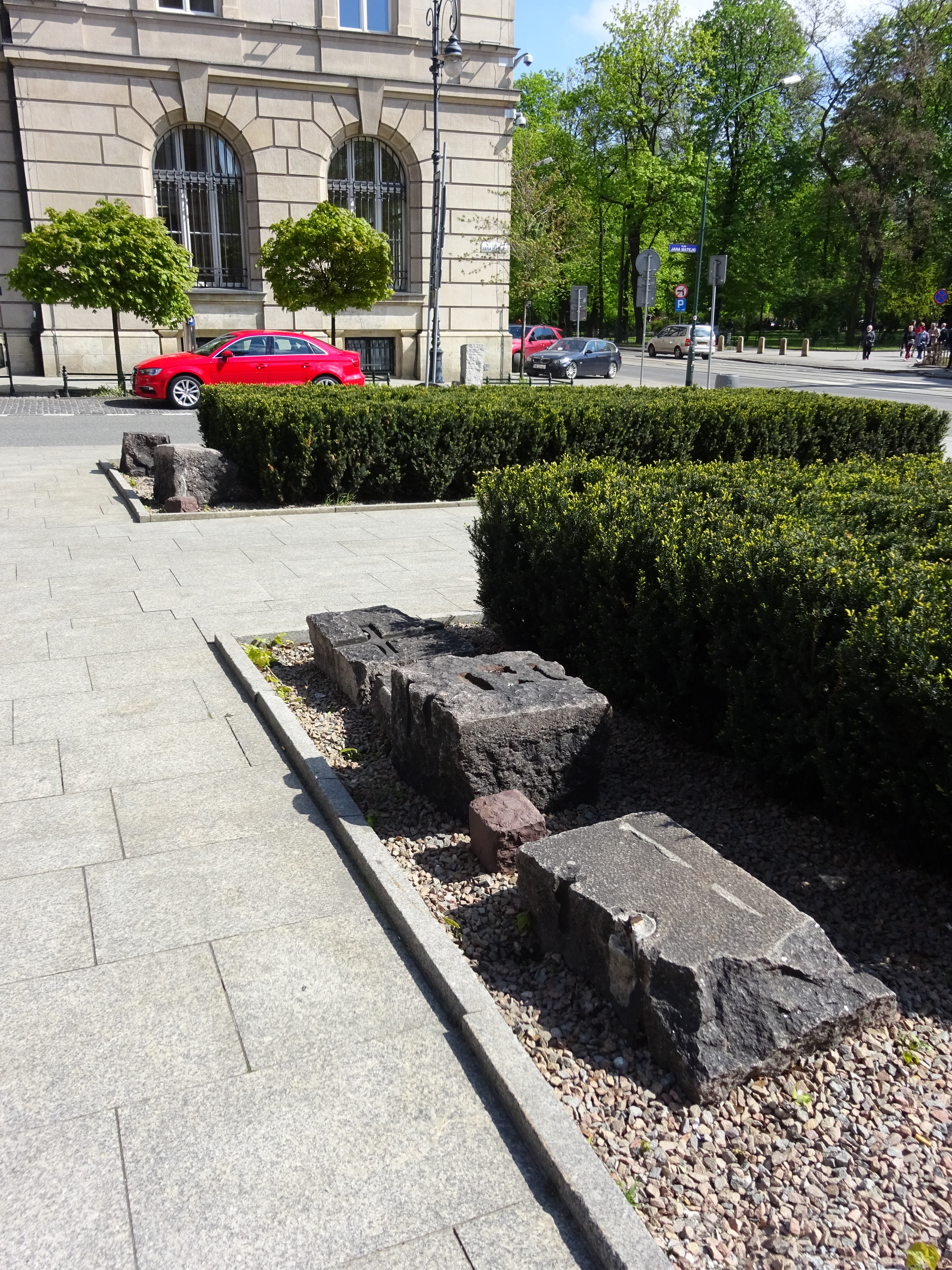
Znajdujące się naprzeciwko obecnego, odbudowanego pomnika, kamienie pochodzące z pomnika zniszczonego w 1940 roku.

### Ściana południowa
Na ścianie frontowej postać zamyślonego, patrzącego w dal rycerza. To stryjeczny brat króla książę litewski Witold. W oryginalnym pomniku autorstwa Wiwulskiego miał on pochyloną głowę i spoglądał na leżącego u stóp pomnika poległego pod Grunwaldem wielkiego mistrza Ulricha von Jungingena.

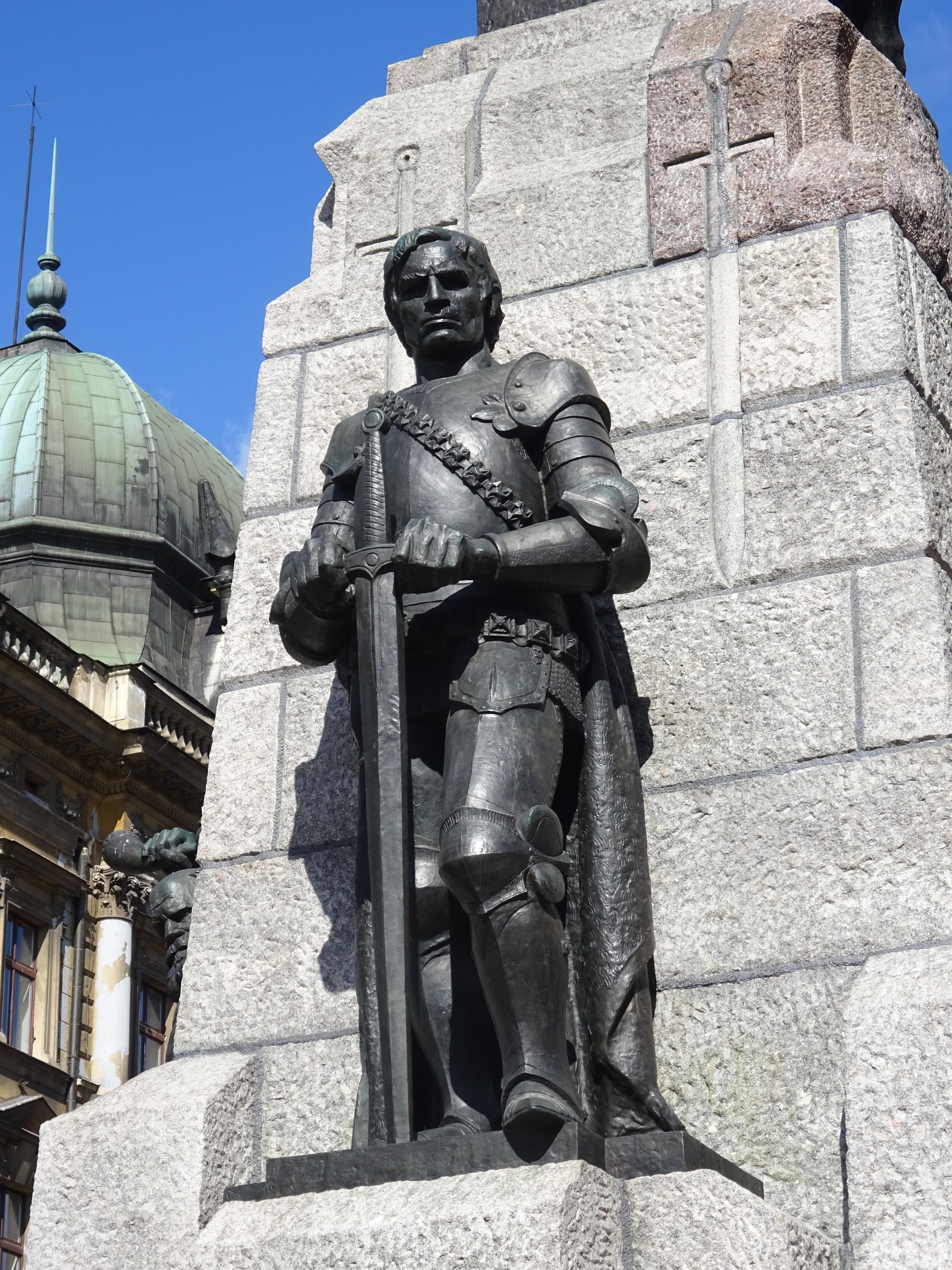
Książę Litewski Witold
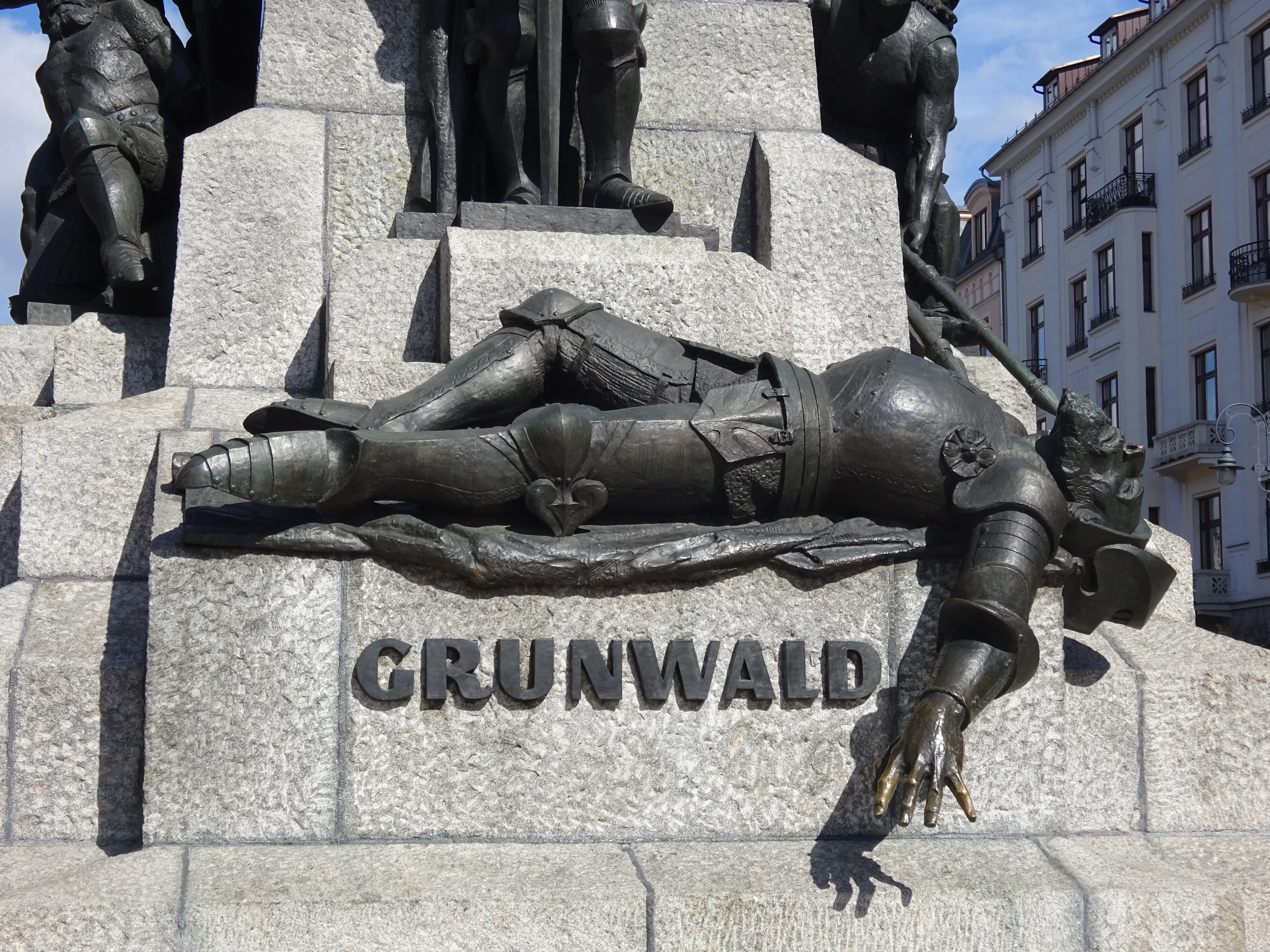
Poległy wielki mistrz Ulrich von Jungingen

### Ściana wschodnia
Po prawej stronie od wschodu grupa polska – rycerz i jego giermek zbierają porzucone krzyżackie chorągwie.

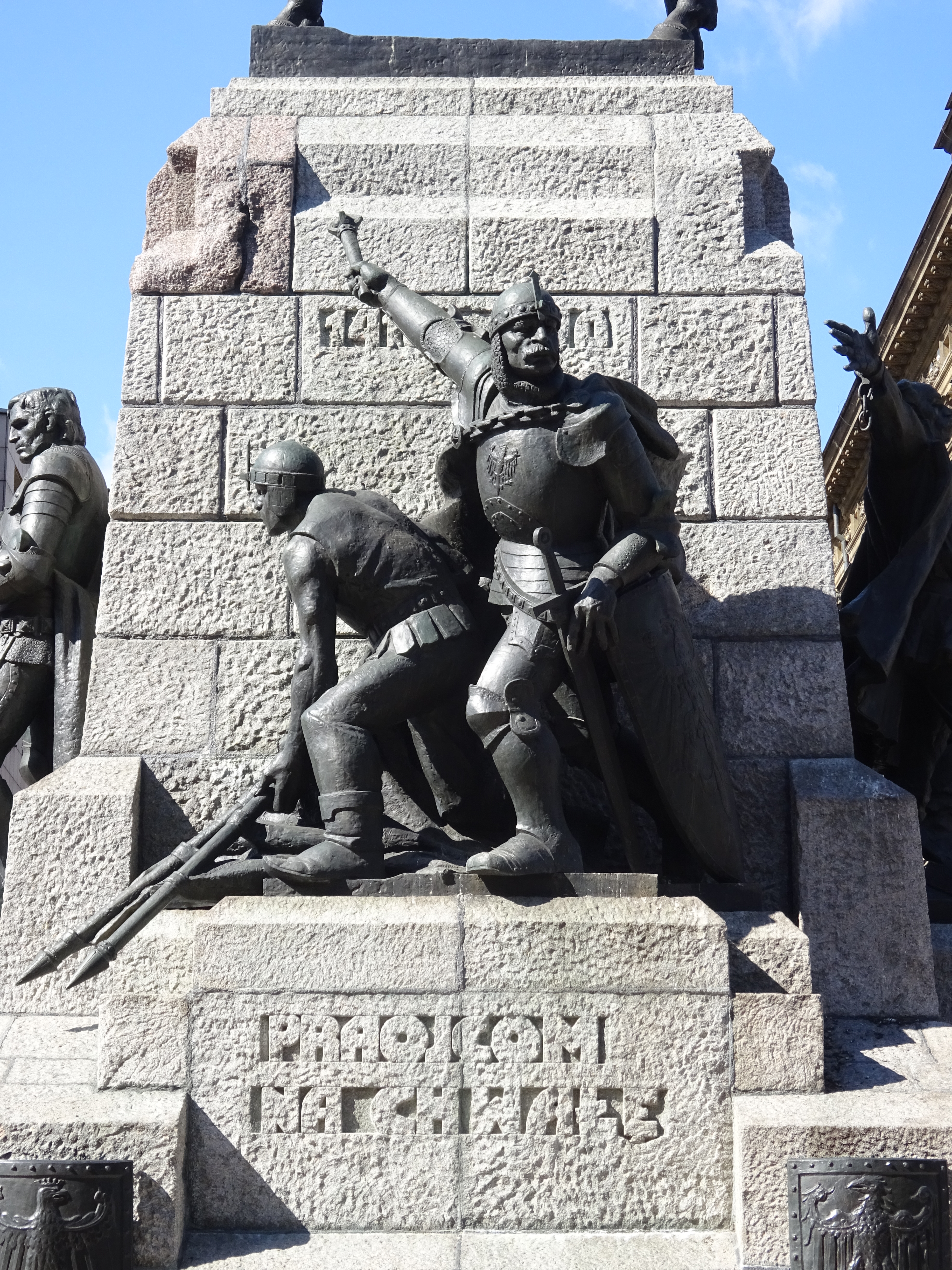
Praojcom na chwałę – po drugiej stronie pomnika wykuty jest ciąg dalszy motta

### Ściana zachodnia
Od strony zachodniej grupa litewska – wojownik litewski dmący w róg prowadzi skrępowanego sznurami jeńca krzyżackiego. Trzy ściany cokołu otaczają tarcze z herbami Polski i jej dzielnic.

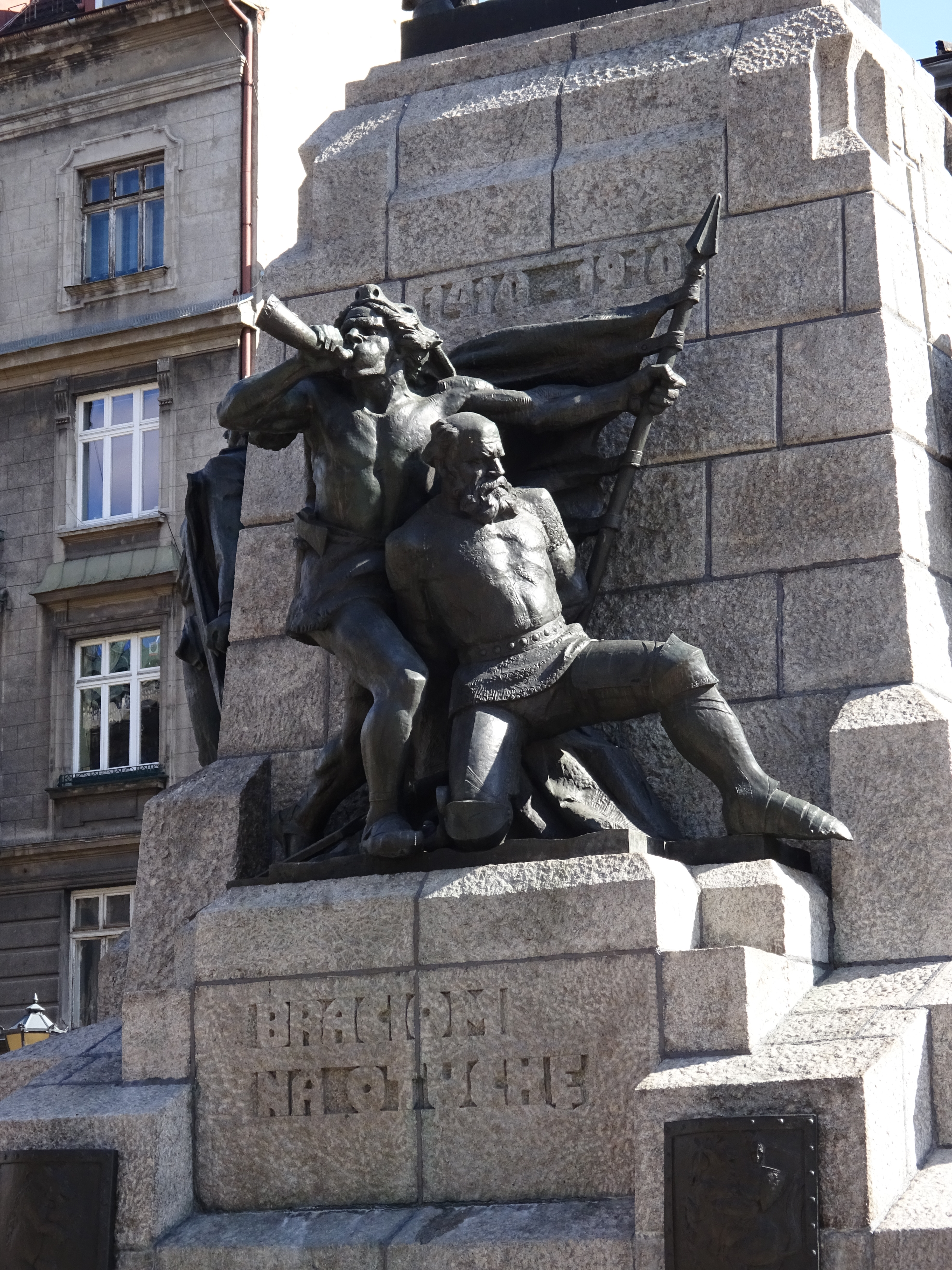
Braciom na otuchę – ciąg dalszy motta ze strony wschodniej pomnika

### Ściana północna
Na tylnej ścianie cokołu postać oracza wymieniona później na chłopa zrywającego pęta niewoli.

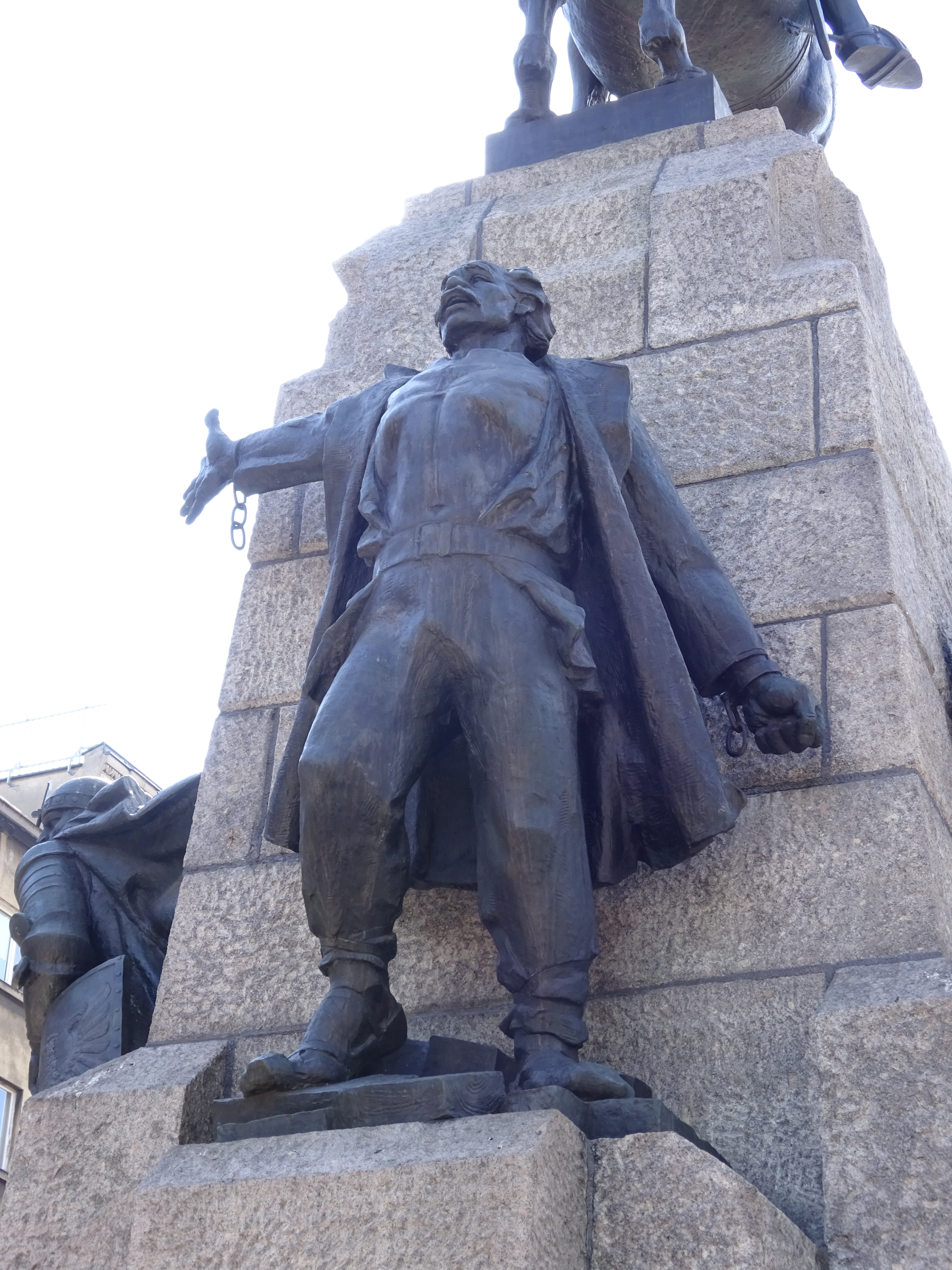
Chłop zrywający kajdany

## Cokół
Fragment cokołu pierwszego pomnika, zburzonego podczas okupacji, przechowali pracownicy Przedsiębiorstwa Przewozu towarów PKS w Krakowie. 19 lipca 1992 roku został odsłonięty jako Kamień Wiary i Niepodległości upamiętniający żołnierzy Armii Krajowej. Obelisk ten znajduje się przed wejściem do kościoła św. Jadwigi Królowej na osiedlu Krowodrza Górka.